# 炎立つ (小説)
『炎立つ』（ほむらたつ）は、高橋克彦の長編歴史小説。前九年の役、後三年の役、奥州藤原氏の滅亡などが描かれている。1992年12月から1994年5月にかけ、日本放送出版協会で単行本が、1995年9月・10月に講談社文庫で刊行された（各・全5巻）。

## 概要
1993年のNHK大河ドラマ『炎立つ』の制作にあたって、その原作小説として新たに書き下ろされた。しかし、高橋の執筆の遅れもあり、3部構成とされた大河ドラマの第一部（巻の壱から参に相当）、第二部（巻の四に相当）では「原作」とクレジットされたものの、第三部（巻の伍に相当）では「高橋克彦・作「炎立つ」より」となっており、内容も大河ドラマの第二部中盤以降はNHK側の主導でストーリーが構成され、それまでより相違が目立っている。また、単行本の最終巻（巻の伍）は大河ドラマの放送終了後に刊行された。
物語の舞台は、平安時代の東北地方。蝦夷と朝廷の対立を軸にストーリーが展開される。本作以前にはミステリー作家として名を上げてきた高橋の独自の歴史的解釈も交え、主に蝦夷側の視点に立って描かれている。
その後上梓された『火怨』『天を衝く』とあわせて、高橋克彦の「陸奥三部作」と呼ばれる。

## 各巻構成
1. 巻の壱 北の埋み火
  - 単行本（日本放送出版協会） 1992年12月 ISBN 978-4140051740
  - 講談社文庫 1995年9月 ISBN 978-4061857636

（前九年の役に至るまでの安倍氏と朝廷側の動き）
2. 巻の弐 燃える北天
  - 単行本（日本放送出版協会） 1993年2月 ISBN 978-4140051757
  - 講談社文庫 1995年9月 ISBN 978-4061857643

（前九年の役）
3. 巻の参 空への炎
  - 単行本（日本放送出版協会） 1993年5月 ISBN 978-4140051764
  - 講談社文庫 1995年9月 ISBN 978-4061859265

（前九年の役）
4. 巻の四 冥き稲妻
  - 単行本（日本放送出版協会） 1993年8月 ISBN 978-4140051771
  - 講談社文庫 1995年10月 ISBN 978-4061859272

（後三年の役）
5. 巻の伍 光彩楽土
  - 単行本（日本放送出版協会） 1994年5月 ISBN 978-4140051788
  - 講談社文庫 1995年10月 ISBN 978-4062631006

（奥州藤原氏の栄華と滅亡）

## 主要登場人物
- 藤原経清：陸奥国亘理郡の豪族。
- 安倍頼時（頼良）：陸奥国奥六郡の俘囚長。
- 安倍貞任：頼時の次男。安倍氏の棟梁。
- 源頼義：陸奥守、鎮守府将軍。
- 源義家：頼義の子。のちに陸奥守。
- 藤原清衡：経清の子。奥州藤原氏初代。
- 清原真衡：出羽国・陸奥国の豪族清原氏の棟梁。清衡の義兄。
- 清原家衡：清衡の異父弟。
- 藤原秀衡：清衡の孫。奥州藤原氏3代目。
- 藤原泰衡：秀衡の子。奥州藤原氏4代目。
- 源頼朝：鎌倉幕府初代将軍。
- 源義経：頼朝の庶弟。

## 舞台劇
2014年、Bunkamuraのシアターコクーンで1か月公演したのち、全国公演を行った。
公演日程
- 東京公演：2014年8月9日-31日(Bunkamura シアターコクーン）
- 愛知公演：2014年9月3・4日（刈谷市総合文化センター大ホール）
- 広島公演：2014年9月6・7日（上野学園ホール）
- 兵庫公演：2014年9月10-15日（兵庫県立芸術文化センター阪急中ホール）
- 岩手公演：2014年9月20・21日（岩手県民会館大ホール）

出演
- キヨヒラ：片岡愛之助
- イエヒラ：三宅健
- ヨシイエ：益岡徹
- カサラ：新妻聖子
- イシマル：花王おさむ
- ツネキヨ：松井工
- キリ：宮奈穂子
- コロス：一倉千夏・坂本法子・上田亜希子・山崎薫
- ユウ：三田和代
- アラハバキ：平幹二朗

スタッフ
- 原作・原案：高橋克彦
- 演出：栗山民也
- 脚本：木内宏昌
- 音楽：金子飛鳥